# Ferrocarril Turquestán–Siberia

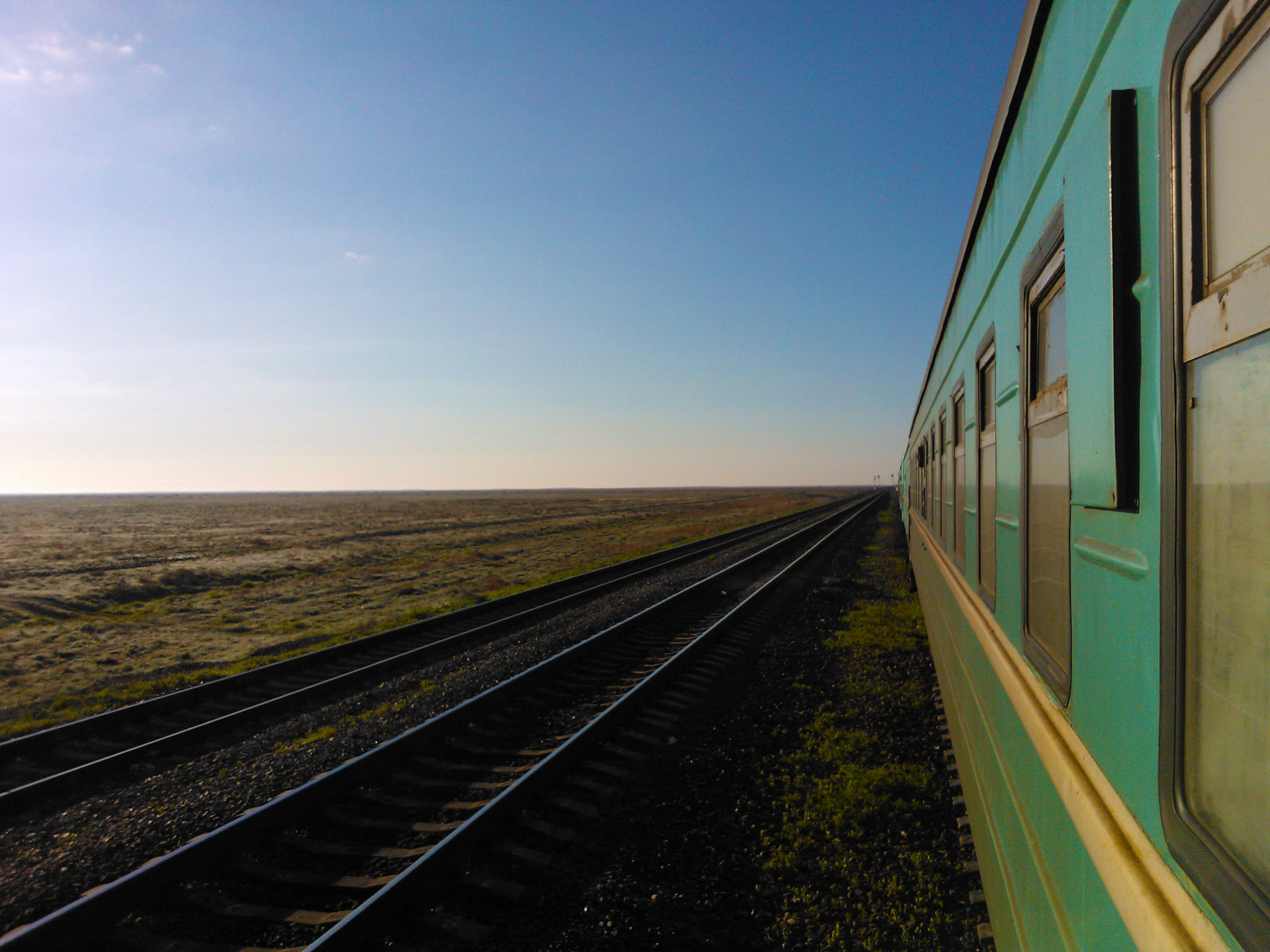
El Ferrocarril Turquestán-Siberia en las estepas del sur de Kazajistán.

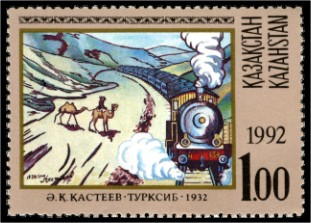
Sello kazajo de 1992 en homenaje al Turksib, ilustración de A.K. Kastéyev, 1932.

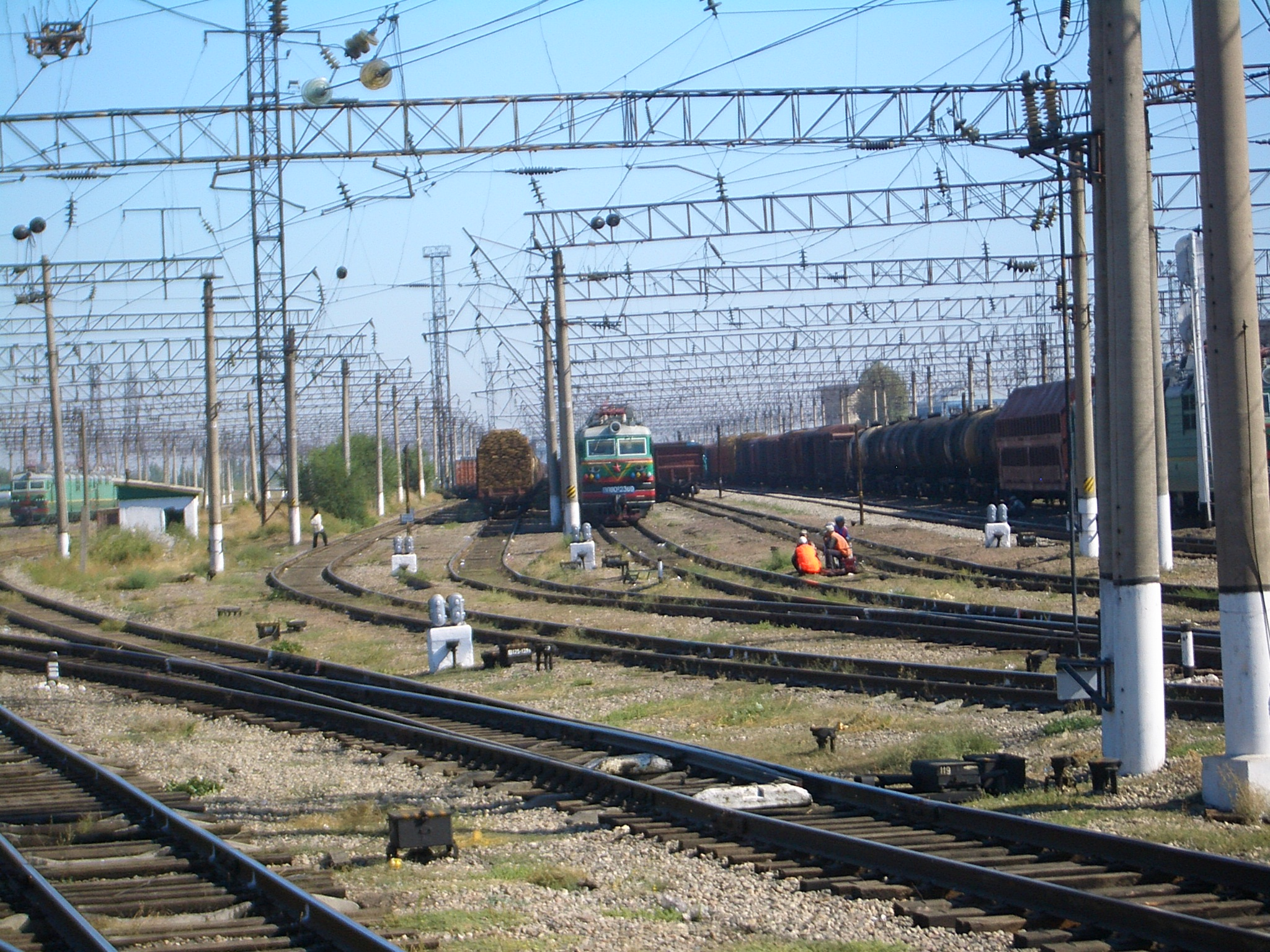
En la unión de Shu, el Turksib conecta con la principal línea norte-sur de Kazajistán hacia Karagandá, Astaná, y Petropavl).

El Ferrocarril Turquestán-Siberia (del ruso: Туркестано-Сибирская магистраль) o TurkSib (Турксиб) conecta el Turquestán con Siberia. Tiene el ancho de vía ruso, de 1520mm, y una longitud de 2375 km. Tiene su origen al norte de Taskent, en Uzbekistán, en Arys, Kazajistán, donde conecta con el Ferrocarril Trans-Caspio. Desde aquí toma dirección nordeste atravesando Shymkent, Taraz, Biskek (en un ramal) hacia la antigua capital kazaja, Almatý. Se dirige posteriormente al norte hacia Semey, antes de cruzar la frontera rusa. Tras pasar por Barnaúl finaliza su recorrido en Novosibirsk, en las vías del Ferrocarril Transiberiano. Los trabajos para su construcción se llevaron a cabo entre 1926 y 1931.

## Historia

### Idea e inicio de la construcción
La idea de un ferrocarril entre Siberia y el Turquestán ruso se empezó a gestar hacia 1886, pero fue solapada por una línea más practicable entre Taskent y Oremburgo, en los Urales. El 15 de octubre de 1896 la duma de Verny (antiguo nombre de Almatý) formó una comisión para estudiar la viabilidad de la construcción de un ferrocarril que uniera el Turquestán y Siberia. Se esperaba de la línea que facilitara el transporte de algodón de Turquestán a Siberia y grano barato de Rusia al Valle de Ferganá. Un ramal más al este reforzaría la presencia militar y económica rusa en la frontera china.
En 1906, el gobierno imperial ruso decidió financiar la construcción de la primera sección, entre Barnaúl y Arys. Un equipo de ingenieros rusos hicieron una exploración de la estepa y las zonas semidesérticas que el ferrocarril debía cruzar. El 21 de octubre de 1915 se completó la sección septentrional que unía Novosibirsk y Semey (cuyo nombre era Semipalátinsk), llamado Ferrocarril del Altái. La sección que faltaba, entre Arys, Pishkek (antiguo nombre de Biskek)-Tokmak, oficialmente conocida como el Ferrocarril de Semipalátinsk, empezó a construirse gracias a un consorcio privado con gerentes rusos e inversores franceses. La Primera Guerra Mundial puso fin a estos proyectos.

### Gran Proyecto Soviético
Después de la Revolución Bolchevique, la construcción fue suspendida por una década, y la línea de 140 km, de Semey a Ayagoz que había construido el Movimiento Blanco por iniciativa del Almirante Kolchak, fue demolido. Los restantes 1 442 km de ferrocarril fueron construidos entre 1926 y 1931 como parte del Primer Plan Quinquenal. Se hizo trabajar a prisioneros del Gulag en la construcción, entre ellos a deportados étnicamente fineses o estonios deportados por orden de Stalin desde Ingria. El responsable de los trabajos fue un antiguo anarcosindicalista americano de origen ruso, Vladímir Chátov, apodado Big Bill, que había ido a Rusia tras la Revolución de Febrero de 1917. Era vicecomisario de los ferrocarriles. La vía férrea debería contribuir a la "sovietización" de Asia Central y a crear en ella una clase obrera.
El servicio regular de pasajeros se estableció finalmente el 10 de mayo de 1929 entre Ayagoz y Semipalátinsk, completándose el ferrocarril el 21 de abril de 1930. La primera locomotora que recorrió el trayecto, en 1931, entre Taskent y Semey se conserva como homenaje en Almatý. 
La construcción de esta vía  fue objeto de una película de propaganda llamado Turksib, realizado en 1929 por Víktor Turin, con guion de Víktor Shklovski, Yefim Arón y Aleksandr Macheret. Este documental mudo, en blanco y negro, de una hora y quince minutos de duración, presenta la obra como un triunfo de la Unión Soviética sobre los elementos naturales.

## Gerencia
El 13 de junio de 1958, tanto el ferrocarril Turquestán-Siberia como el ferrocarril de Karagandá fueron cedidos a los Ferrocarriles Kazajos (en ruso: Казахская железная дорога, Kazájkaya zheléznaya doroga) con sede administrativa en Almaty.
El segmento de la vía férrea que transcurría por territorio de la RSFSR, el tramo entre Novosibirsk y Semey, siempre tuvo administración siberiana, primero con los Ferrocarriles de Tomsk (en ruso: Томская железная дорога, Tómskayaa zheléznaya doroga), quien lo administró de 1918 a 1934, y posteriormente lo harían, hasta 1961 la compañía de Ferrocarriles de Siberia Oriental (ruso: Восточно-Сибирская железная дорога, Vostochno-Sibírskaya zheléznaya doroga), y de ese año hasta la actualidad, la compañía de Ferrocarriles de Siberia Occidental (ruso: Западно-Сибирская железная дорога, Západno-Sibírskaya zheléznaya doroga), aunque hoy día sólo lo hace hasta la frontera ruso-kazaja en Lókot.

## Conexiones
Posteriormente, a la línea principal se le realizaron trabajos para construir conexiones y ramales. En 1931 se inauguró el tramo Lugovoy - Pishkek (desde 1926 Frunze) y etapa tras etapa, hasta 1950 se llegó a Balykchy en la Provincia de Ysyk-Kol con una longitud de 322 km. También en 1931 se completó el enlace que lleva al centro de Almatý, de 10 km. En 1934 se completó el ramal de Shymkent a Lengghir, de 29 km. El tramo de 95 km entre Koksu, Taldykorgan y Tekeli se completó en 1941, y el de 90 km entre Taraz y Karatau lo haría en 1946.
En 1953 fue unido en Shu-Kazajistán- a la principal línea norte-sur del país que sirve a Karagandá, Astaná y Petropavl, una de las principales rutas transiberianas.
En 1990, la estación de Aktogay, a medio camino entre Semey y Almaty se convirtió en un importante enlace, al construirse un ramal hacia el este que conecta en Dostyk (por parte kazaja, por parte de China es por la Estación de ferrocarril de Alashankou) con el ferrocarril chino de Lanxin hacia Ürümqi, Lanzhou y el resto de China. Al oeste las líneas parten de Aktogái hacia Baljash y Karagandá.